# Бытча
Бытча (бел. Бы́тча) — деревня в Борисовском районе Минской области Белоруссии, в составе Пригородного сельсовета. Население 399 человек (2009).

## География
Деревня находится в 10 км к северо-западу от центра города Борисов. Бытча стоит в 1,5 км от реки Березина. Через деревню проходит автодорога Р63 Борисов — Ошмяны, прочие местные дороги ведут в окрестные деревни. Ближайшая ж/д станция в Борисове.

## История
Первые письменные воспоминания про деревню относятся к концу XVI века. Бытча входила в состав Оршанского повета Витебского воеводства.
После второго раздела Речи Посполитой в 1793 году Бытча отошла к Российской империи, существовавшая деревянная униатская церковь была передана православным. Имение было собственностью сначала рода Огинских, с начала XIX века принадлежало князю М. Радзивиллу.
В 1812 году в окрестностях Бытчи и соседней деревни Студёнки состоялось знаменитое Сражение на Березине, в ходе которого Наполеон потерял значительную часть своей отступавшей армии.
В 1863 году открыто народное училище, в 1886 году в Бытче было 59 дворов, а в 1908 году насчитывалось уже 165 дворов. В 1888—91 годах в деревне построена каменная православная Троицкая церковь в русском стиле, сохранившаяся до нашего времени. В 1905 году в местной школе работал учителем Янка Мавр, в 1971 году на здании школы (закрыта в 2007 году) установлена памятная доска, позднее был установлен мемориальный камень в честь писателя.
В 1924—1963 годах центр Бытчанского сельсовета.
В годы Великой Отечественной войны Бытча находилась под немецкой оккупацией с июля 1941 по июль 1944 года. В советский период Троицкая церковь была закрыта, в ней было зернохранилище. В 1992 году началось восстановление церкви, в 2004 году здесь прошла первая литургия. Восстановление продолжается по сей день.

## Достопримечательности
- Церковь св. Троицы (1891)[6]. В мае 2024 года храм Святой Живоначальной Троицы оцифрован[7][8]. Высажена аллея.
- В честь писателя Янка Мавр на здании школы установлена памятная доска и мемориальный камень.